# Jozef Verachtert
Jozef o Joseph "Jos" Verachtert (Oevel, Westerlo, 20 d'agost de 1932 - Geel, 17 de gener de 1967) fou un ciclista belga, professional des del 1955 fins al 1967. Va combinar tant el ciclisme en pista com en ruta.
Verachtert es va suïcidar als 34 anys després d'estrangular la seva dona.

## Palmarès
- 1954
  - Vencedor d'una etapa a la Volta a Limburg amateur
- 1957
  - Vencedor d'una etapa a la Volta a Bèlgica
- 1959
  - 1r a la Fletxa hesbignona
  - 1r a Kessel-Lier
- 1961
  - 1r al Tour de Hesbaye
  - Vencedor d'una etapa al Tour de la Xampanya
- 1962
  -  Campió de Bèlgica de Mig Fons
- 1963
  - 1r a les Trois Villes Soeurs
- 1964
  - 1r al Circuit de les Regions Fruiteres